# Melisa Muller
Melisa Muller (Hoorn, 24 juli 1974) is een Nederlands voormalig tafeltennisster. Ze werd in 2003 en 2004 Nederlands kampioene enkelspel. De nationale titel in het dubbelspel won ze in 1998 (met Gerdie Keen), 2000 en 2002 (beide met Diana Bakker). In 1992 werd ze samen met Bakker, Bettine Vriesekoop en Mirjam Hooman-Kloppenburg tweede op het EK.
Muller begon op haar negende met tafeltennissen bij TTV Treffers Bovenkarspel. Ze kwam in competitieverband onder meer uit voor het Duitse Bad Drieburg en de Nederlandse teams TTV A-Merk (Blokker) en TTV Furst/Manderveld (haar laatste clubteam, tot en met 2002). Op haar 31e stopte Muller met tafeltennis op niveau. 
Zowel de manier waarop haar interlandcarrière eindigde als die waarop haar dienstverband bij Fürst afliep, konden op weinig sympathie van Muller rekenen. De NTTB selecteerde haar niet meer voor de nationale ploeg, omdat het een nieuwe ploeg van jongere tafeltennissters samen wilde stellen. Haar contract bij Fürst liep af, waarna ze te horen kreeg dat het niet verlengd zou worden, terwijl ze vond dat haar de indruk was gegeven was dat dit wel ging gebeuren. Haar laatste wapenfeit was een derde plaats op het NK 2006.

## Erelijst
- Zilver EK 1992 (vrouwenploeg)
- Winnares Wales Open 2000
- Nederlands kampioene enkelspel 2003 en 2004.
- Nederlands kampioene dubbelspel 1998 (met Gerdie Keen), 2000 (met Diana Bakker) en 2002 (met Bakker)
- Nederlands kampioene gemengd dubbel 1997 (met Jonah Kahn)
- 77 interlands